# Malayer
Malayer (persan : Malāyer ; auparavant appelée Dowlatabad (en persan: Doulatābād), romanisé en Dowlatābād et Daūlatābād) est une ville dans la province de Hamedan en Iran. 

## Démographie
Lors du recensement de 2006, sa population était de 153 748 habitants répartis dans 40 750 familles.

## Galerie

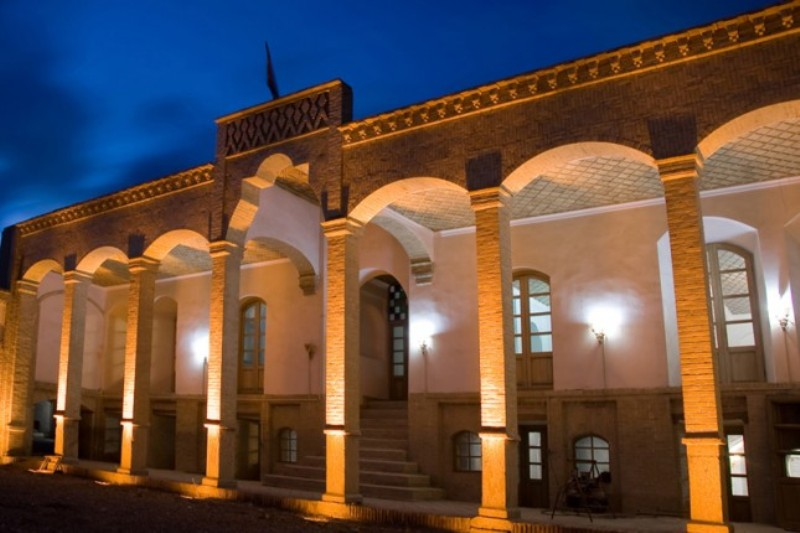
Musée de Malayer.
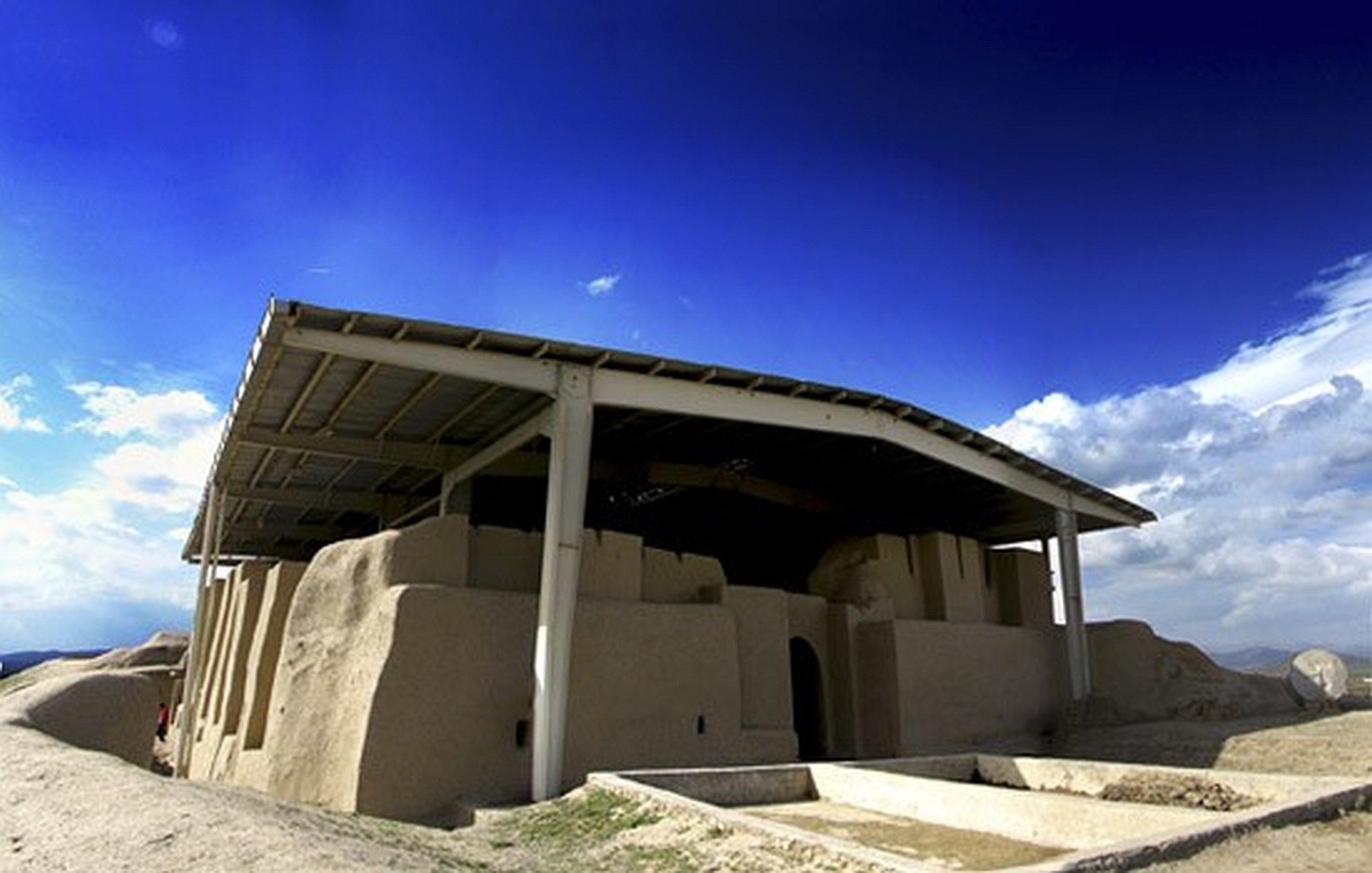
Nooshijan.
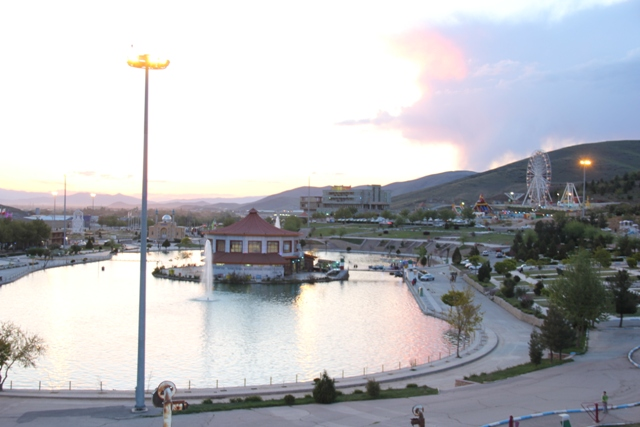
Parc Kosar de Malayer.
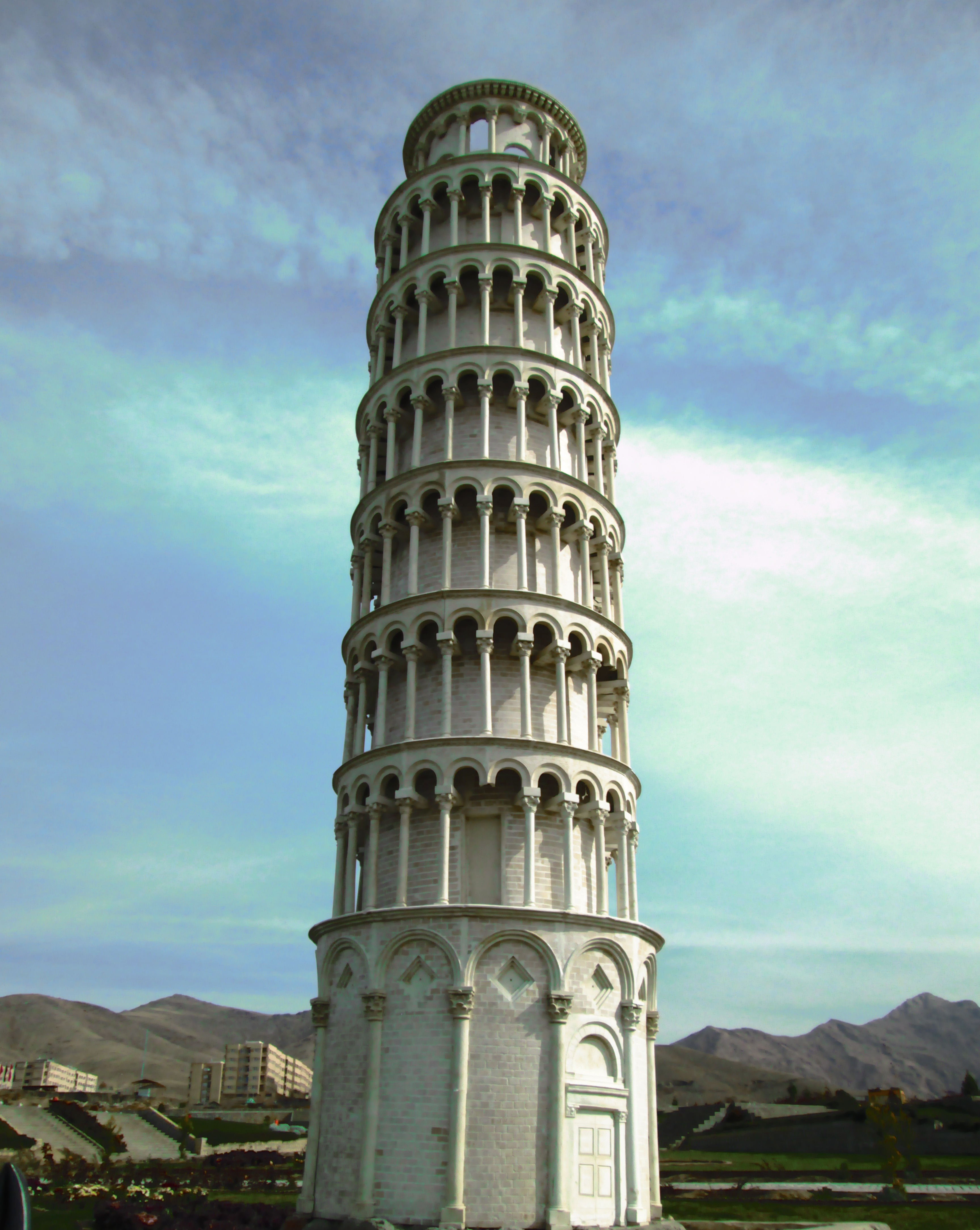
Réplique de la tour de Pise à Malayer.
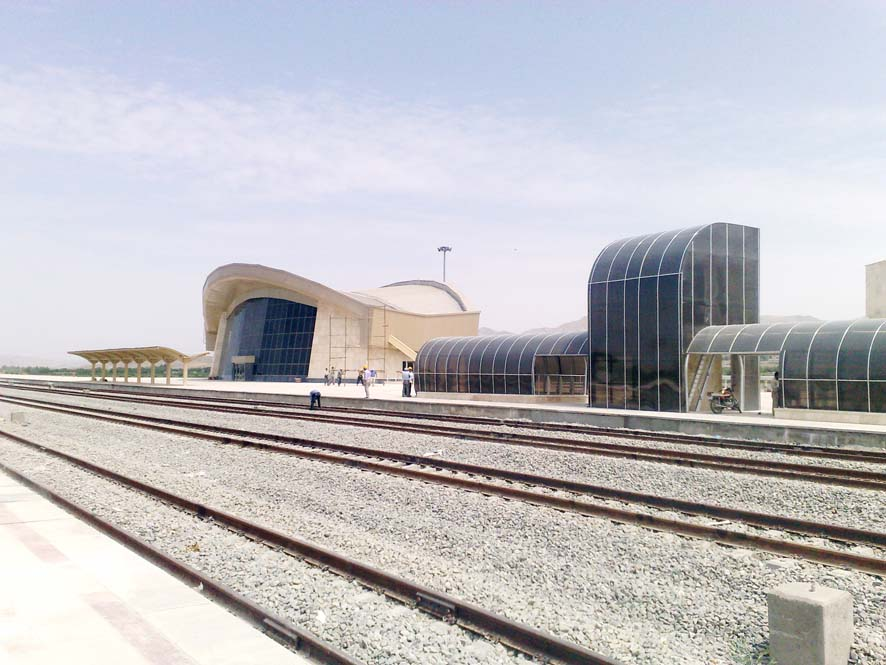
Station ferroviaire.

## Personnalités liées à Malayer
- Mohammad Mohammadi-Malayeri, historien iranien et linguiste, y est né en 1911.
- Mojtaba Zonnour, homme politique iranien, y est né vers 1963.